# 维脊
在幾何學中，維脊（Ridge）又稱為亞面（subfacet）是指幾何形狀的組成元素中，比該幾何形狀所在維度少2個維度的元素，其可以視為幾何結構中，兩個或多個維面相交成的幾何結構。其可以視為多面體的頂點、邊、面中的邊在高維幾何結構的推廣。

## 多邊形的維脊
多邊形是一種二維幾何結構，因此其所對應的維脊即為其頂點。而在比多邊形更低維度的幾何結構中，通常不會探討維脊以及其特性。

## 多面體的維脊
多面體是一種三維幾何結構，因此其所對應的維脊即為其稜。在特殊命名的高維結構維面、維脊和維峰中，正好對應到了多面體的面、邊和頂點。

## 高維多胞形的維脊
在四維多胞體中，維脊為其二維元素，即面，在更高維度中，下面列出一些維脊的例子：
- 面是四維多胞體的維脊
- 三維胞（對應三維多面體）是超多胞體五維多胞體的維脊
- 四維胞是六維超多胞體的維脊
- 五維胞是七維超多胞體的維脊
- 以此類推……

## 外部連結
- 埃里克·韦斯坦因. . MathWorld.
- Glossary for hyperspace: Ridge, George Olshevsky.